# 합천 치인리 마애여래입상
합천 치인리 마애여래입상(陜川 緇仁里 磨崖如來立像)은 대한민국 경상남도 합천군 가야면 치인리에 있는, 9세기 남북국 시대 신라의 마애 여래 입상이다.
1963년 1월 21일 대한민국의 보물 제222호 합천치인리마애불입상(陜川緇仁里磨崖佛立像)으로 지정되었다가, 2010년 8월 25일 현재의 명칭으로 변경되었다.

## 개요
해인사를 뒤로 돌아 가야산(伽倻山) 정상으로 올라가는 길 옆의 바위에 돋을새김으로 높이 7.5m의 불상을 표현하였다.
민머리에는 상투 모양의 머리묶음이 크고 높직하다. 미소가 없는 풍만한 사각형의 얼굴에는 날카로운 눈꼬리, 두꺼운 입술, 턱주름 등이 표현되었으며 귀는 어깨에 닿을 듯 길고 목에는 3개의 주름이 뚜렷하다. 어깨는 넓고 당당하여 얼굴과 함께 자신만만한 자세의 불상을 나타내고 있다. 양 어깨에 걸친 옷은 왼쪽 어깨에서 매듭을 지어 고리를 만들었으며, U자형으로 연 가슴에는 내의가 보이고 띠매듭이 있다. 오른손은 어깨까지 들어 엄지 손가락과 가운데 손가락을 맞대었고, 왼손은 검지와 가운데 손가락을 구부려 가슴에 대어 손등을 보이고 있다. 특히 손은 사실적으로 섬세하게 처리하여 생동감이 느껴진다.
머리 뒤에는 단순한 원형의 머리광배가 있을 뿐인데, 이를 지탱하는 자연광배가 몸광배 구실을 겸하는 것 같다. 얼굴과 두 손은 정교하게 조각한 반면 신체는 마치 돌기둥에 새긴 듯 옷주름을 간략하게 처리하였다.
이 불상은 각 부분의 표현이 힘있고 당당하면서도 세부수법에서 세련된 면이 보여 9세기 무렵에 만들어진 마애불상으로 추정된다.

## 사진

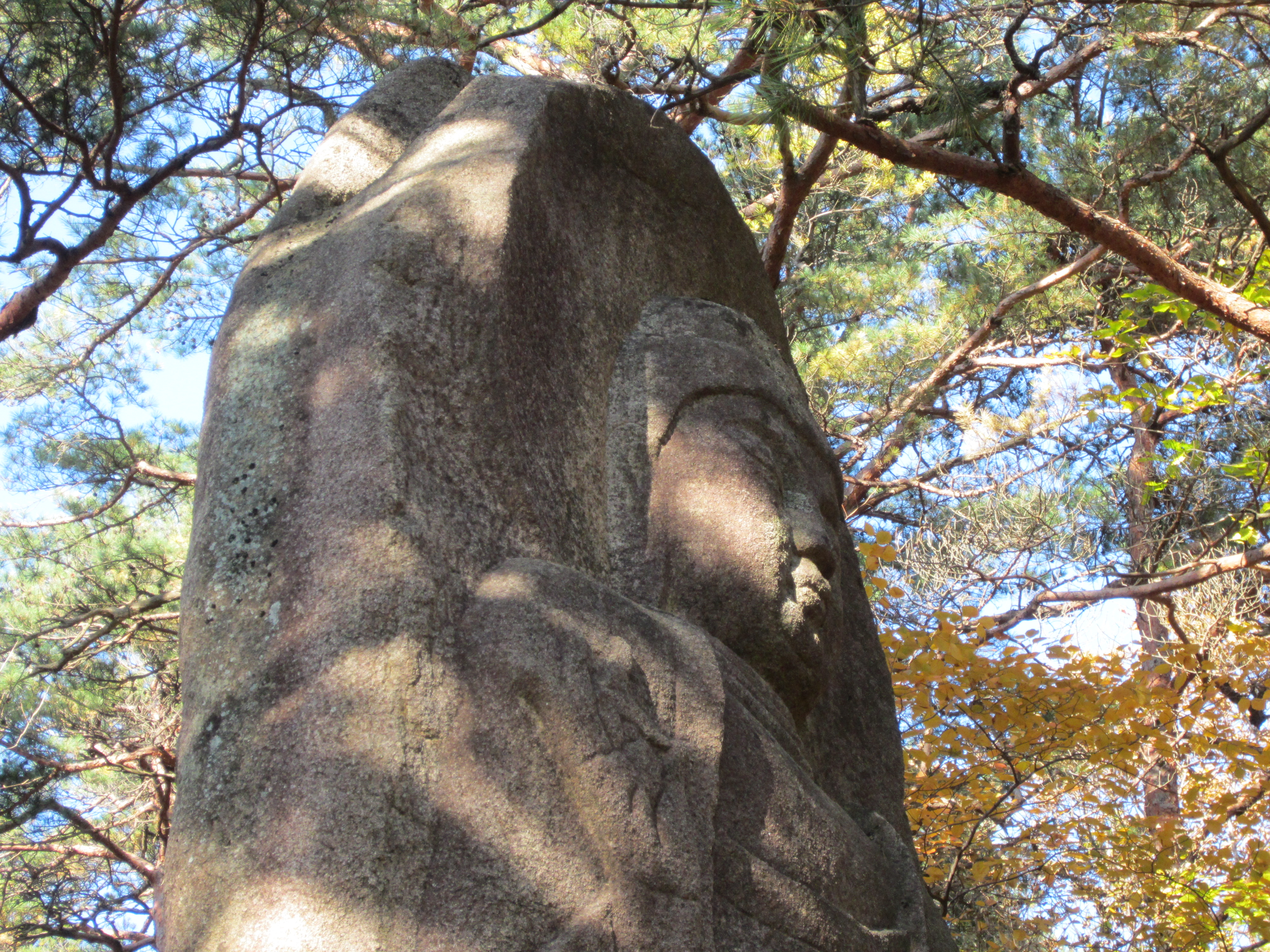
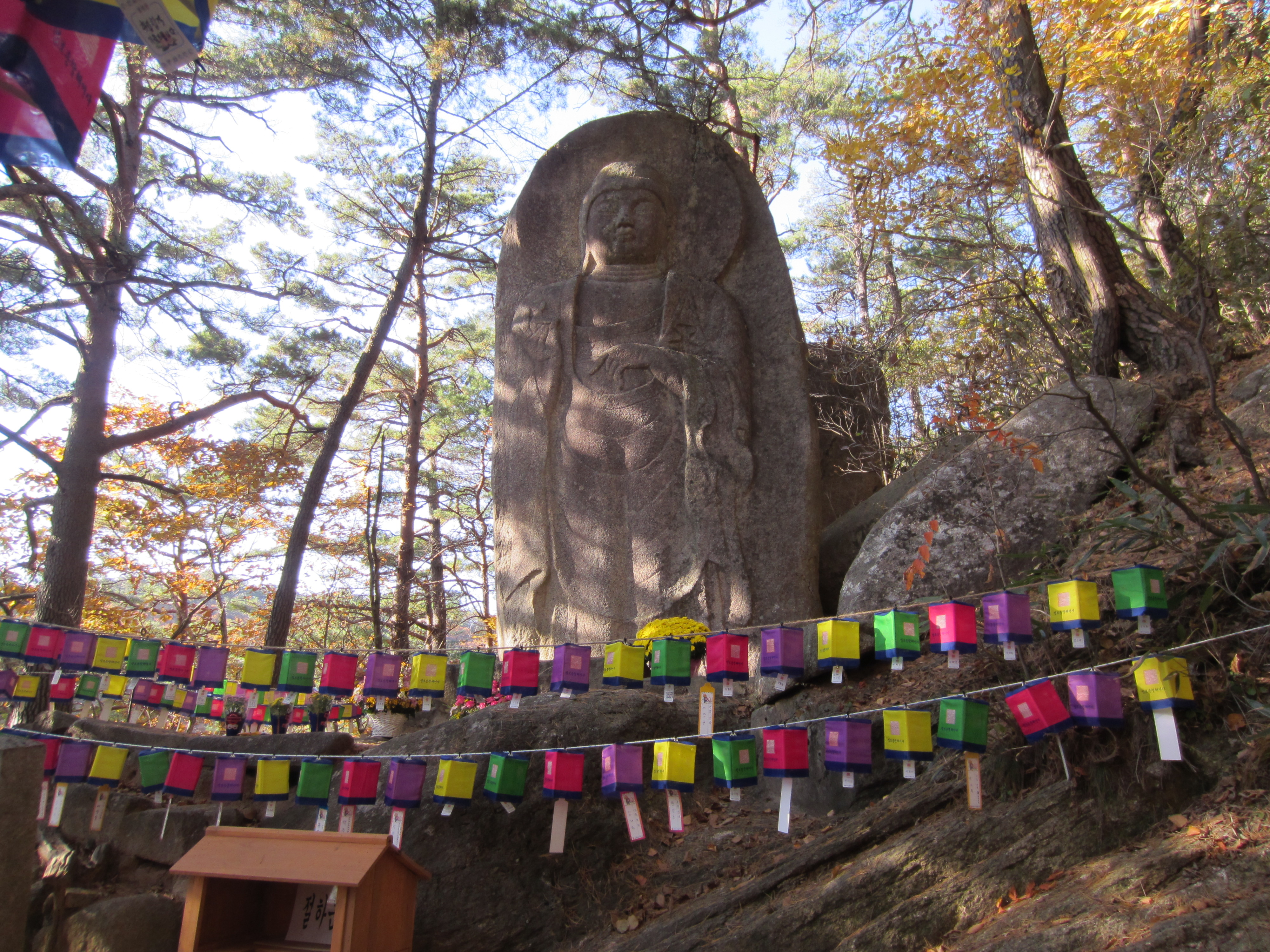

## 참고 문헌
- 합천 치인리 마애여래입상 - 국가유산청 국가유산포털